# Хайхо
Хайхо (Хехо) — город в государстве Шан в составе Бирмы. Около города находится аэропорт, через который проходит основное воздушное сообщение штата Шан с другими частями Бирмы. Через Хехо обычно туристы направляются в город Таунджи, озеро Инле, пещеры Пиндайя.
В городе есть аэропорт, использовавшийся Японией в годы Второй мировой.